# K. R. Parthasarathy

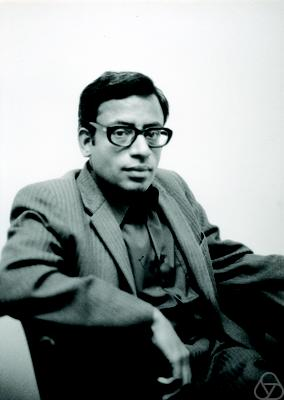
K. R. Parthasarathy (1975)

K. R. Parthasarathy (Kalyanapuram Rangachari Parthasarathy; * 25. Juni 1936 in Chennai; † 14. Juni 2023 in Delhi) war ein indischer Mathematiker, der sich mit Stochastik befasste.

## Leben
Er studierte am Ramakrishna Mission Vivekananda College in Chennai mit dem Bachelor-Abschluss in Mathematik und wurde 1962 bei C. R. Rao am Indian Statistical Institute (ISI) in Kalkutta promoviert (Some problems in ergodic theory and information theory), als erster Doktorand am ISI. Dort war er einer von vier schon damals herausragenden Studenten, die am ISI miteinander forschten und später die Famous Four genannt wurden (die anderen waren V. S. Varadarajan, R. Ranga Rao, S. R. Srinivasa Varadhan). Als Post-Doktorand war er 1962/63 am Steklow-Institut in Moskau bei Andrei Kolmogorow, der zuvor Indien besucht hatte. In Moskau nahm er an den Seminaren von Israel Gelfand und Eugene Dynkin teil. Ab 1964 war er Professor für Statistik an der University of Sheffield, 1968 bis 1970 an der University of Manchester und danach an der University of Nottingham. Zurück in Indien war er zunächst an der University of Mumbai (Bombay) und am Indian Institute of Technology in Delhi, bevor er 1976 an den neu gegründeten Ableger des ISI in Delhi ging, wo er die mathematische Statistik aufbaute und bis zu seinem Ruhestand 1996 blieb.
Mit Robin L. Hudson (1940–2021) entwickelte er in Manchester und Nottingham eine Quanten-Version des Ito-Kalküls (Quantum Stochastic Calculus). Außerdem befasste er sich unter anderem mit Informationstheorie, Grenzwertsätzen in der Statistik, Liegruppen und Wahrscheinlichkeitsmaße auf diesen und mit der mathematischen Behandlung der Quantenmechanik.
Er starb am 14. Juni 2023 im Alter von 86 Jahren in Delhi.

## Auszeichnungen
1976 gewann Parthasarathy den renommierten Shanti Swarup Bhatnagar Prize für Wissenschaft und Technologie in der Disziplin Mathematik.

## Mitgliedschaften
- 1974 Fellow der Indian Academy of Sciences (INSA), Bangalore
- 1976 Fellow der Indian National Science Academy (INSA), Neu-Delhi
- 1990 Fellow der National Academy of Sciences India (NASI), Prayagraj (ehem. Allahabad)

## Sonstiges
Parthasarathy war im Jahr 1983 Chefredakteur der Zeitschrift Proceedings – Mathematical Sciences der Indian Academy of Sciences.

## Schriften
- Probability measures on metric spaces (= Probability and Mathematical Statistics. 3, ZDB-ID 416538-X). Academic Press, New York u. a. 1967.
- Multipliers on locally compact groups (= Lecture Notes in Mathematics. 93). Springer, Berlin u. a. 1969.
- mit Klaus Schmidt: Positive definite kernels, continuous tensor products, and central limit theorems of probability theory (= Lectures Notes in Mathematics. 272). Springer, Berlin u. a. 1972, ISBN 3-540-05908-3.
- Introduction to probability and measure. Macmillan, London 1977, ISBN 0-333-21855-8.
- mit Rajendra Bhatia: Lectures on Functional Analysis. 2 Bände. Macmillan, New Delhi 1978–1979;
  - Band 1: Perturbation by bounded operators (= Indian Statistical Institute Lecture Notes Series. 3). 1978, ISBN 0-333-90271-8;
  - Band 2: Perturbation by unbounded operators (= Indian Statistical Institute Lecture Notes Series. 6). 1979, ISBN 0-333-90310-2.
- mit Robin L. Hudson: Quantum Ito's formula and stochastic evolutions. In: Communications in Mathematical Physics. Band 93, Nr. 3, 1984, S. 301–323, (online).
- An introduction to quantum stochastic calculus (= Monographs in Mathematics. 85). Birkhäuser, Basel u. a. 1992, ISBN 3-7643-2697-2.
- als Herausgeber mit Jayanta K. Ghosh, Sujit K. Mitra: Glimpses of India’s statistical heritage. Wiley Eastern, New Delhi u. a. 1992, ISBN 81-224-0423-5.